# Macrostemum centrotum
Macrostemum centrotum är en nattsländeart som först beskrevs av Navás 1917.  Macrostemum centrotum ingår i släktet Macrostemum och familjen ryssjenattsländor. Inga underarter finns listade i Catalogue of Life.